# تركي السدحان
تركي السدحان (31 يناير 1980) ممثل سعودي.

## سيرة مختصرة
هو الابن الأكبر للفنان الكوميدي عبد الله السدحان كانت بدايته الفنية بعام 1987 كطفل في سهرة حمود ومحيميد ثم في مسلسل طاش ما طاش منذ موسمه الثاني 1993 حتى الخامس عشر بعام 2007 فبعد عقد قرانه أعتزل المجال الفني ليتفرغ لأسرته وحياته ويمثل في مقاطع بسيطة على وسائل التواصل الإجتماعي.

## أعماله

### المسلسلات
| سنة الإنتاج | اسم المسلسل   | بمشاركة                                                                              |
| ----------- | ------------- | ------------------------------------------------------------------------------------ |
| 1987        | حمود ومحيميد  | عبد الله السدحان، ناصر القصبي                                                        |
| 1994        | طاش ما طاش    | عبد الله السدحان، ناصر القصبي                                                        |
| 1995        | طاش ما طاش    | عبد الله السدحان، ناصر القصبي                                                        |
| 1997        | طاش ما طاش    | عبد الله السدحان، ناصر القصبي                                                        |
| 1998        | شوؤن عائلية   | عبد العزيز الحماد. ناجيه الربيع ، محمد العلي، نايف خلف                               |
| 2002        | خلك معي       | مجموعة من الممثلين                                                                   |
| 2004        | طاش ما طاش    | عبد الله السدحان، ناصر القصبي                                                        |
| 2005        | نهاية الطريق  | سمير الناصر، إبراهيم السويلم. فيصل العيسى، هدى إبراهيم.                              |
| 2021        | شباب البومب 9 | فيصل العيسى. محمد الدوسري (قريطم). عبد العزيز الفريحي. مهند الجميلي. سليمان المقيطيب |
| 2023        | طاش العودة    | ناصر القصبي، عبد الله السدحان، يوسف الجراح، راشد الشمراني، محمد الطويان              |

## الحياة الشخصية
تزوّج تركي السدحان في مايو عام 2010، واستطاع إخفاء زوجته عن الإعلام، وقد رزق الزوجان بثلاثة أولاد هم «فيصل» و«رسيل» الذي كشف عنهم في إحدى مقابلاته الأولى، وولد آخر لم يوضح جنسه أو اسمه وذلك خلال مقابلته في عام 2018 في البرنامج اليوتيوبي «ضيف بيجر» فاكتفى بقول إنه يمتلك ثلاثة أولاد دون التطرّق لأي تفاصيل تخصّهم.